# Големи връх (Ездимирска планина)
Големи връх е най-високият връх на Ездимирска планина. Надморската му височина е 1219 м. Принадлежи към Руйско-Верилската планинска редица, във физикогеографската област Краище. Върхът е част от планинските първенци на България.